# Geymüller Verlag für Architektur

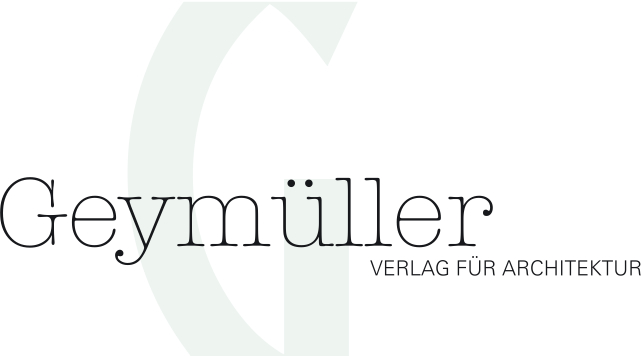
Logo

Der Geymüller | Verlag für Architektur ist ein deutscher Verlag mit Sitz in Aachen und Berlin. Er wurde 2012 von den Architekten und Bauhistorikern Anke Naujokat, Jan Pieper und Björn Schötten gegründet. Seine Schwerpunkte sind Architektur, Baugeschichte und Denkmalpflege. 

## Geschichte
Der Name des Verlags rekurriert mit Heinrich von Geymüller auf einen der Gründungsväter der Architekturgeschichte als eigenständige Disziplin innerhalb der Kunst- und Kulturwissenschaften. Geymüller begründete die Methode, neben Schrift- und Bildzeugnissen das Bauwerk selbst als Quelle seiner eigenen Geschichte in den Blick zu nehmen, und damit eine Baugeschichte, die nicht nur dem Text, sondern auch der Zeichnung – der Autographen des Baumeisters ebenso wie der Bauaufnahme späterer Bauforscher – als Instrument der architektonischen Analyse verpflichtet ist. 
Das Verlagsprogramm versteht sich als Fortschreibung und Erneuerung dieser Tradition. Es steht insbesondere für eine architekturgeschichtliche Forschung, welche die Methoden der historischen Bauforschung für die Fragestellungen der Ikonologie und der architektonischen Bedeutungsforschung insgesamt in den Dienst zu nehmen weiß.

## Profil
Neben der Zeitschrift Brandenburgische Denkmalpflege und weiteren Einzelpublikationen gibt der Geymüller | Verlag für Architektur Bücher in verschiedenen Reihen heraus:
- Blaue Reihe: Die Blaue Reihe ist als eine Folge von monographischen Arbeiten zur Baugeschichte angelegt, die auf einer umfassenden Dokumentation der Bauwerke in Bauaufnahme und Bauforschung beruhen – unabhängig von Stil, Bautyp oder Epoche.
- Weiße Reihe: Die Bücher der Weißen Reihe behandeln architektonische Teilaspekte eines Themas, einer Epoche, eines Bauwerks oder eines baumeisterlichen Œuvres.
- Firmitas: Anliegen der Reihe Firmitas ist es, wegweisende Ereignisse der Baugeschichte zu betrachten, die drei Aspekte – Konstruktion, Funktionalität und Ästhetik – miteinander verschränken.
- Arbeitshefte: Ergänzend zur Blauen Reihe erscheinen die Arbeitshefte zur Architekturgeschichte, die einzelne Aspekte der umfangreicheren Reihe skizzenhaft vorstellen.
- Scriptorium Carolinum: Die Reihe umfasst verschiedene Publikationen zur reichen Aachener Baugeschichte.

Darüber hinaus kooperiert Geymüller mit dem portugiesisch-deutschen Partnerverlag Capa-Edition, der Werke zur zeitgenössischen portugiesischen Architektur und zum aktuellen Architekturdiskurs in Portugal veröffentlicht.